# 아트리움

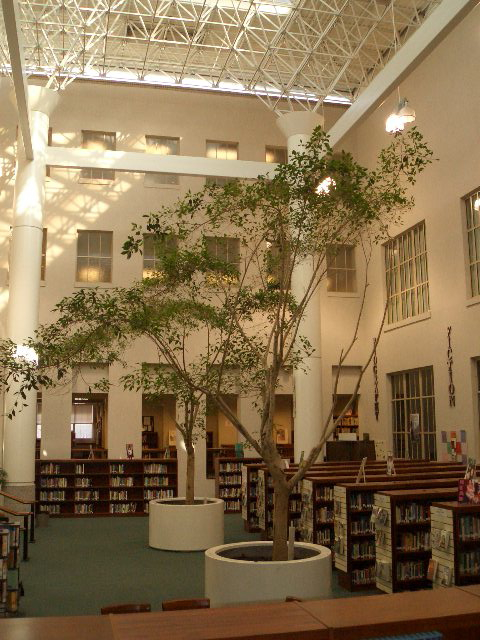
미국의 한 고등학교의 현대식 아트리움

아트리움 (Atrium / 복수형: atria, atriums)은 서양 건축의 한 요소로서, 벽은 건물로 둘러싸여 있고 천장은 넓게 개방되어 있거나 채광창이 딸린 공간을 말한다. 고대 로마 주택에서 유래한 건축요소로서 실내에 조명과 환기를 가능케 하는 것이 특징이다. 19세기 말~20세기에 등장한 현대식 아트리움은 유리 지붕이나 큰 창을 달아둔 다층형 보이드 공간으로서, 건물의 정문 바로 너머의 실내공간, 즉 로비에 배치한 경우가 많다.
오늘날 아트리움은 건물에 개방감과 채광을 쉽게 부여할 수 있는 요소로서 사랑받고 있다. 최근 들어서는 수많은 현대 건축마다 유리창을 통한 아트리움 공간이 마련되고 있다. 건물을 이용하는 사람에게도, 설계한 사람에게도, 개발하는 사람에게도 매력적인 공간이기 때문이다. 이용객 입장에서는 외부 환경으로부터 보호받으면서도 시각적 연결성이 유지되는 동시에, 유동적이고 감각적인 내부환경을 만든다는 점에서 선호한다. 설계자 입장에서는 건물에 새로운 유형의 공간을 만들 수 있는 기회로 보며, 개발자 입장에서는 건물의 상업적 가치와 매력도를 높일 수 있는 고급 편의공간이라는 점에서 선호한다.

## 역사

### 고대의 아트리움

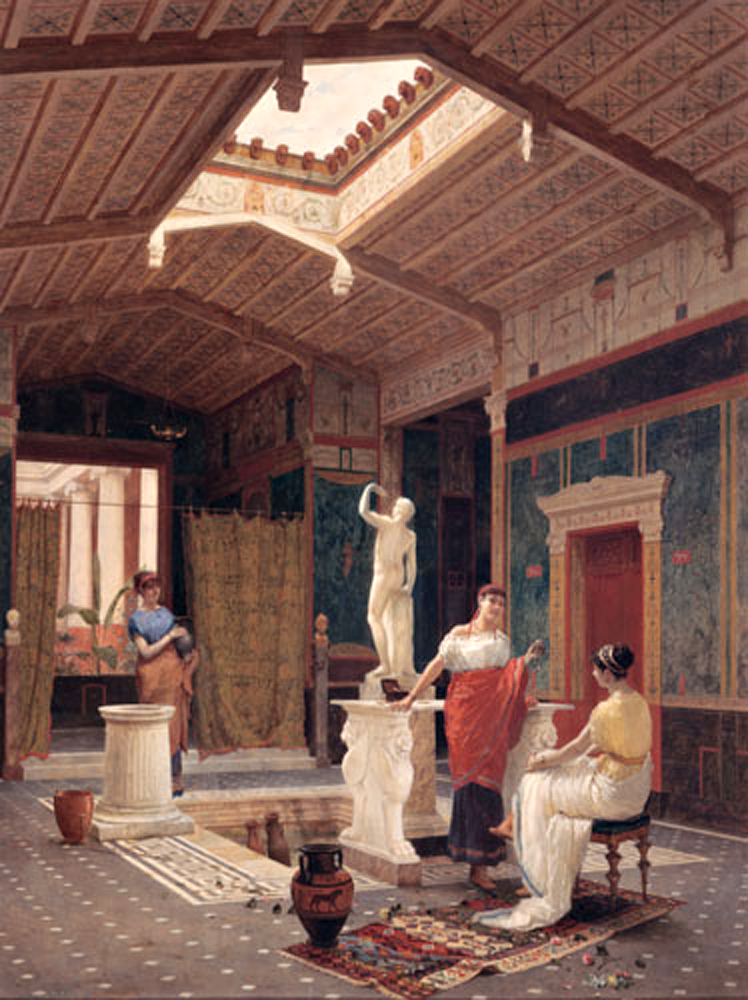
폼페이 주택 (도무스)의 아트리움을 재현한 19세기 후반의 그림

본래 아트리움 (atrium)이라 함은 고대 로마 건축의 큰 주택이었던 '도무스' (domus)의 한 공간으로서, 사방이 벽으로 막혀 있고 천장이 개방되어 있는 안마당을 가리킨다. 카바이디움 (cavaedium)이라고도 했다.
아트리움의 정중앙에는 지붕에서 떨어지는 빗물을 받기 위해 바닥을 얕게 파내어 만든 '임플루비움' (impluvium)이라는 웅덩이를 두었다. 임플루비움 위 천장의 개구부는 '콤플루비움' (compluvium)이라 불렀으며 지붕을 지지하기 위한 수단에 따라 다섯 가지의 건축유형이 확인되고 있다. 임플루비움에는 구멍을 여러 개 뚫어두어 수조로 이어지게 하였으며, 그 수조에 모인 물은 원통형의 푸테알 (puteal, 우물 담)을 통해 퍼올릴 수 있었다. 이로서 아트리움은 실내의 수동 냉각 기능에 한 몫하기도 하였다.
아트리움은 주택의 중앙공간으로서 실내에서도 가장 호화롭게 꾸며진 공간이었으며, 그 화려한 면모는 유적 발굴로도 확인되고 있다. 아트리움에는 여러 가구로 장식되었는데, 우선 부유층의 저택에는 대리석으로 만든 직사각형 테이블인 '카르티불룸' (cartiblulum)을 두는 경우가 많았다. 카르티불룸의 받침대에는 날개 달린 그리핀 같은 신화 속의 생물을 조각해 두었다. 여기에 조상의 영혼을 기리는 작은 예배당인 '라라리움' (lararium), 가정용 금고인 '아르카' (arca)를 두었고, 집주인의 흉상을 놓아두기도 했다.
개인 주택 뿐만 아니라 공공시설이나 신전 등 다양한 건물 내에서 아케이드로 둘러싸인 더 큰 규모의 안마당도 '아트리움'이라고 불렀다. 동로마 제국 시대의 교회는 이 아트리움을 거쳐 실내로 들어가는 구조를 띈 경우가 많았다. 이슬람의 모스크도 이와 마찬가지이지만, 이슬람 건축에서 아트리움이라는 용어는 그다지 널리 사용되지 않는다.

### 근현대의 아트리움
19세기 서양에서 제철과 유리 제조 기술이 크게 발전하면서 산업혁명이 일어났다. 이 시기에 이르러 안마당 공간의 천장부에 수평형 유리창을 설치하여, 해당 공간 내에서 비와 눈처럼 환경적 요소를 일부 차단함으로서 근대적인 아트리움이 탄생하게 되었다.

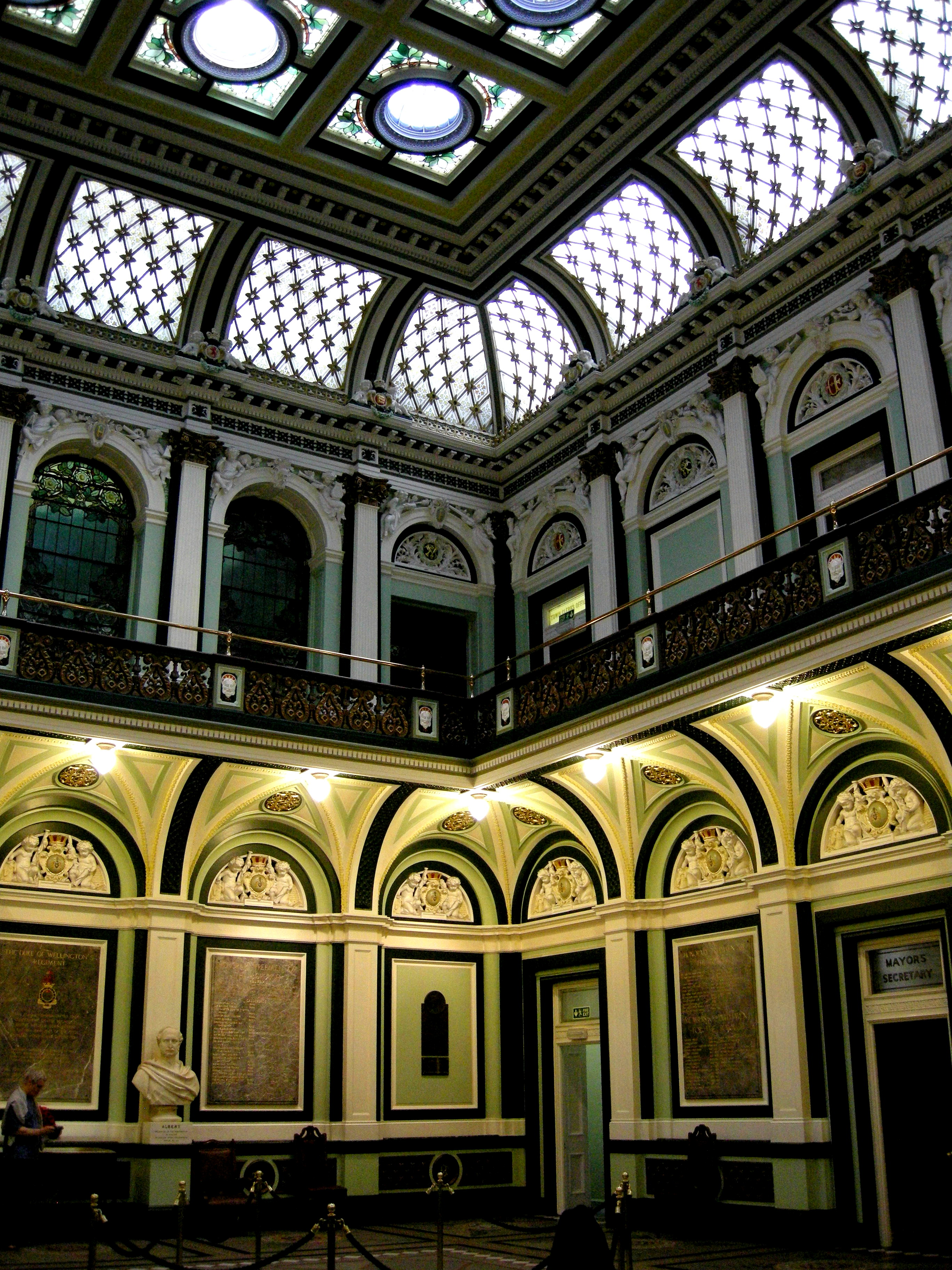
캐나다 핼리팩스 시청의 빅토리아 홀 (1863년 완공)
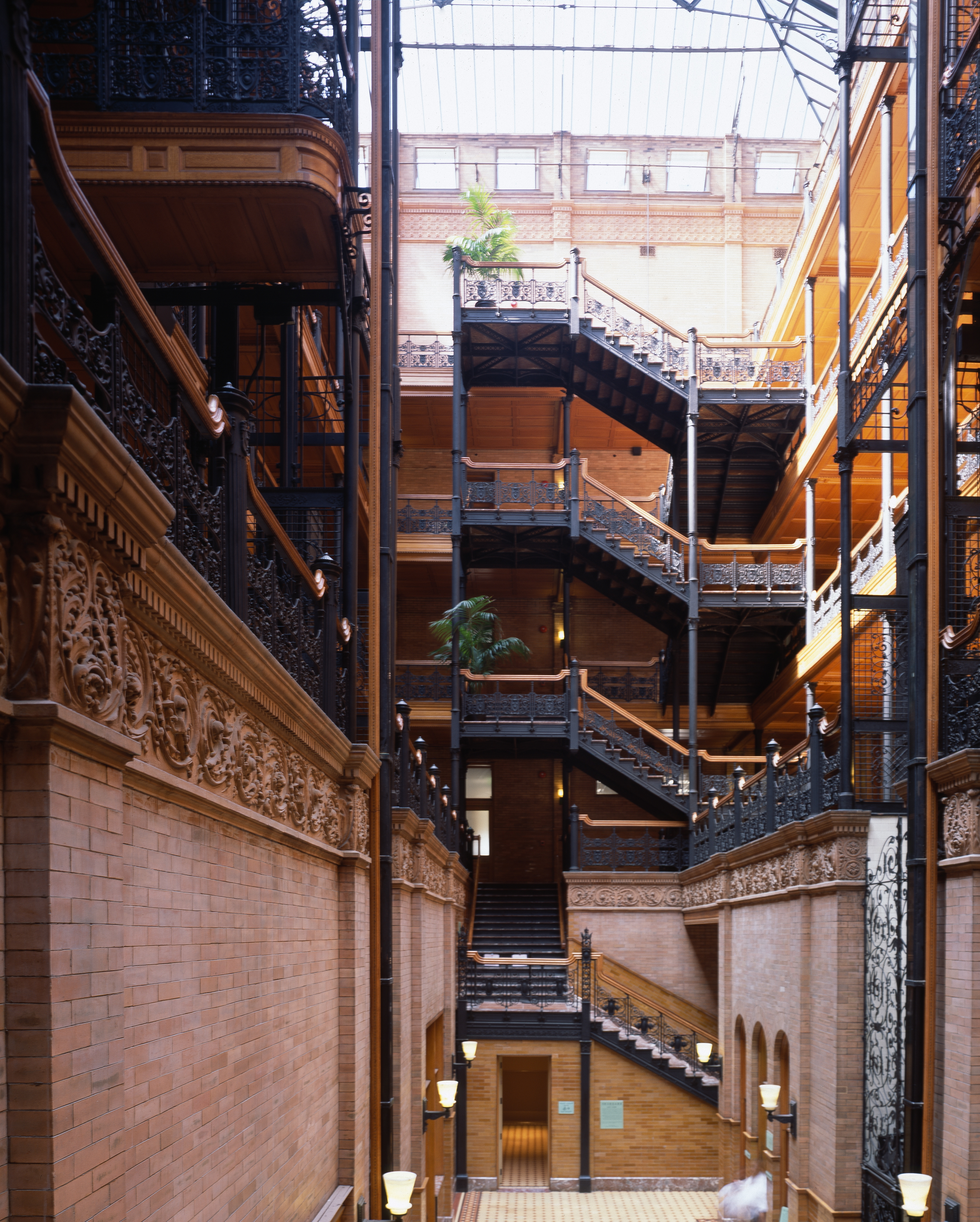
미국 로스앤젤레스 브래드버리 빌딩 중앙부에 설치된 아트리움
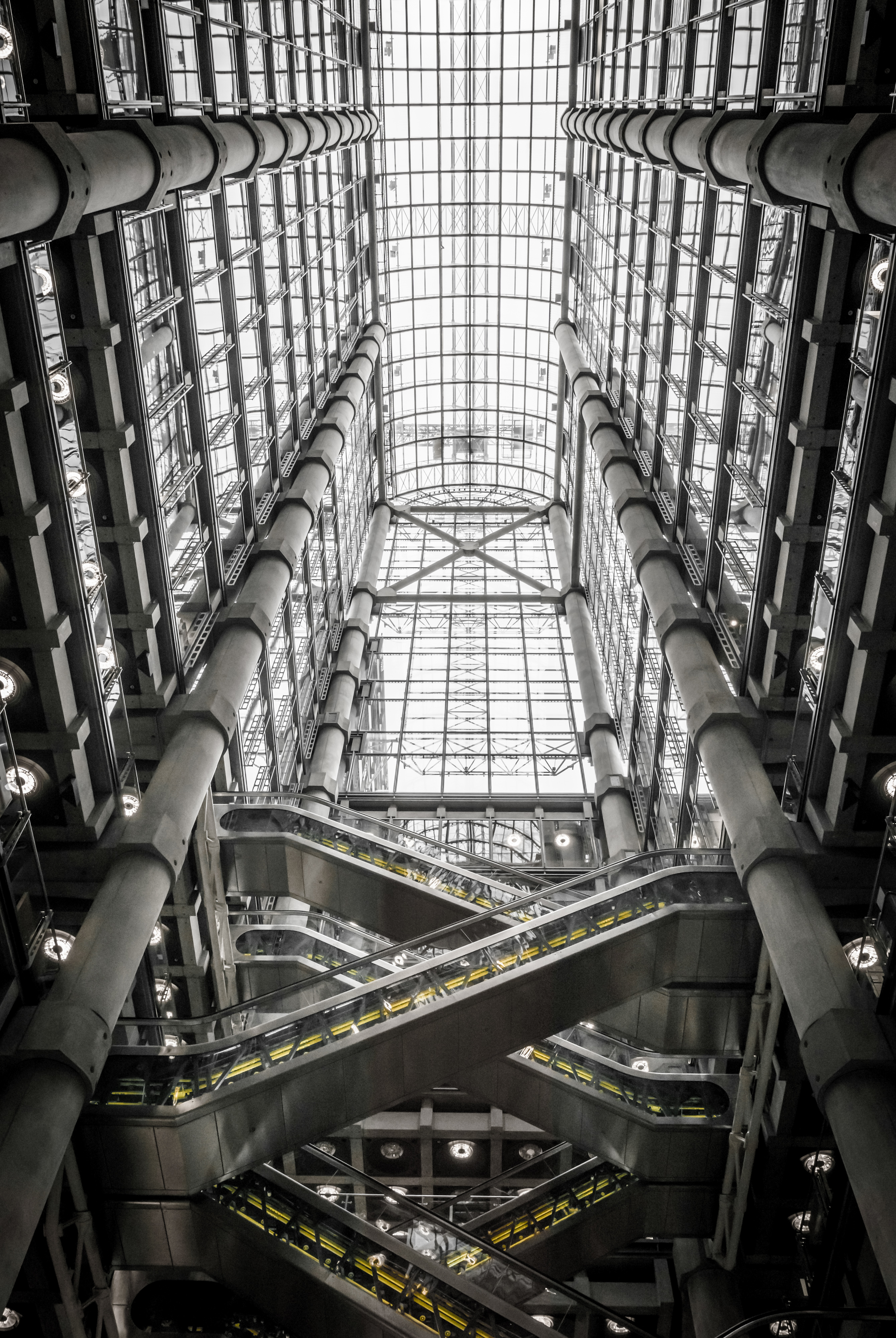
런던 로이드 빌딩의 아트리움 (1986년 완공)

현대 건축에서 아트리움은 널리 사용되는 건축요소로 꼽히며, 개방감을 부여하고 자연채광을 극대화할 수 있다는 강점에서 높이 평가받고 있다. 특히 수많은 층과의 시각적 유대감과 공동체 의식을 부여한다는 점에서 기업의 대형 사옥에서 많이 채택되고 있다.
그러나 기본적으로 다층으로 설계된 건물에 마련된 아트리움은 그 층수 만큼의 활용 공간을 포기해야 한다는 단점이 있다. 또 설계를 잘못하면 화재 발생시 건물의 상층부로 불길이 더 빨리 퍼질 수 있어, 오늘날 아트리움을 설계할 때에는 방화 요소를 철저히 고려하고 있다.
다음은 현대 건축에서 아트리움을 활용한 예시이다.
- 영국 런던의 로이드 빌딩 (Lloyd's Building)은 리처드 로저스가 설계한 보험사 로이즈의 사옥이다. 건물 중앙부를 통째로 비우고 천장에는 수정궁에서 영감을 얻은 반원통형의 유리지붕을 설치하여 만든 아트리움 공간으로 사내 공동체 의식 형성에 기여하고 있다.[8][7]

- 오스트레일리아 멜버른의 연방 광장 (Federation Square)에 있는 '더 아트리움' (The Atrium)은 유리 벽과 지붕을 둔 5층 높이의 공간이다. 내부 구조와 유리창 패턴은 프랙탈 구조를 띄고 있으며 이는 연방 광장의 다른 부속시설의 정면 패널 배치로도 사용되었다.

- 중화인민공화국 베이징의 리자 SOHO는 높이 194m의 아트리움을 보유하고 있으며 이는 세계 최고 규모이다.[9] 미국 네바다주 라스베거스의 럭소 호텔은 820,000m3 규모의 아트리움을 보유중이며 부피 기준으로는 세계 최대 규모다.

## 사진

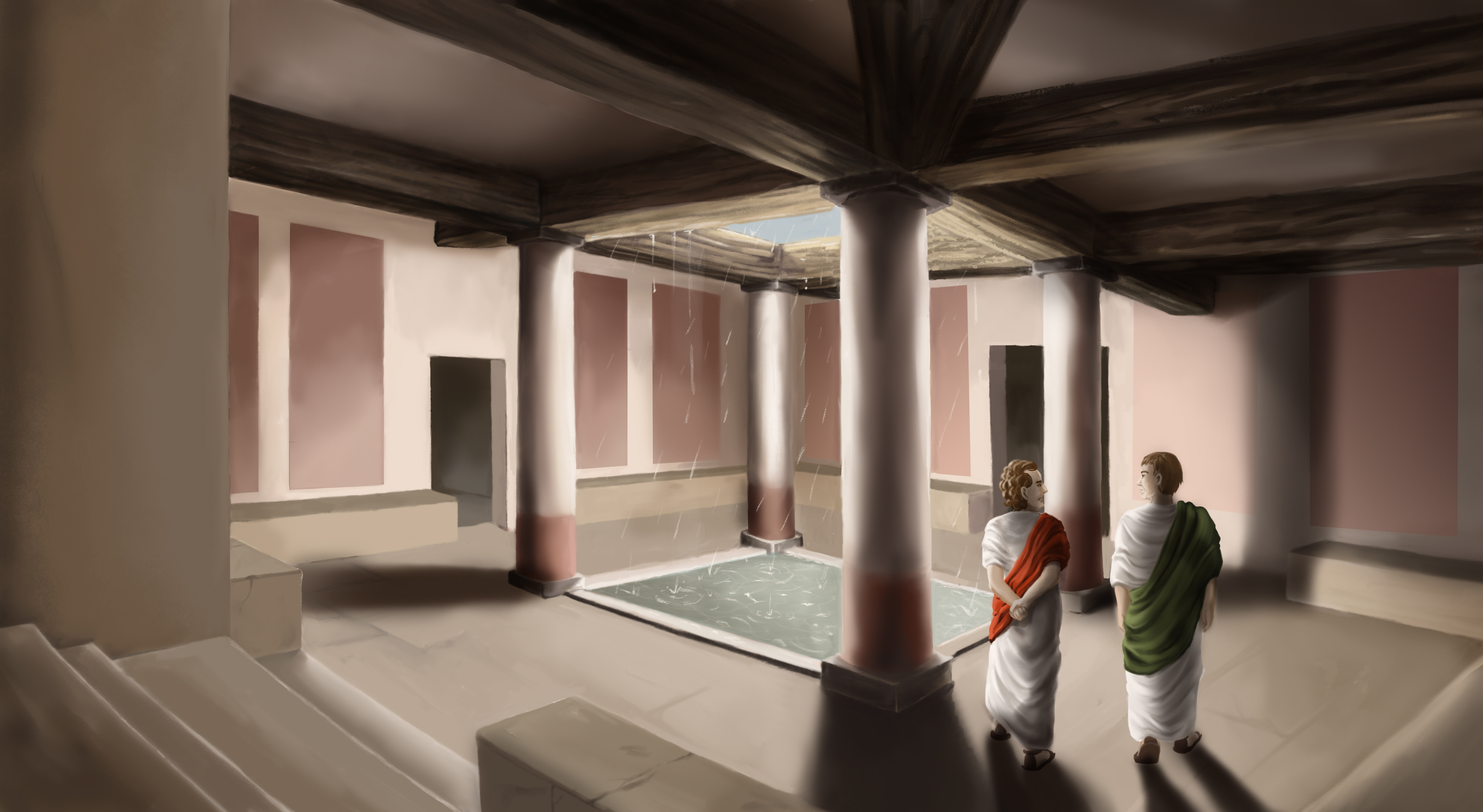
스페인 타라코 인근의 로마 주택 유적인 '엘스 문츠'의 아트리움
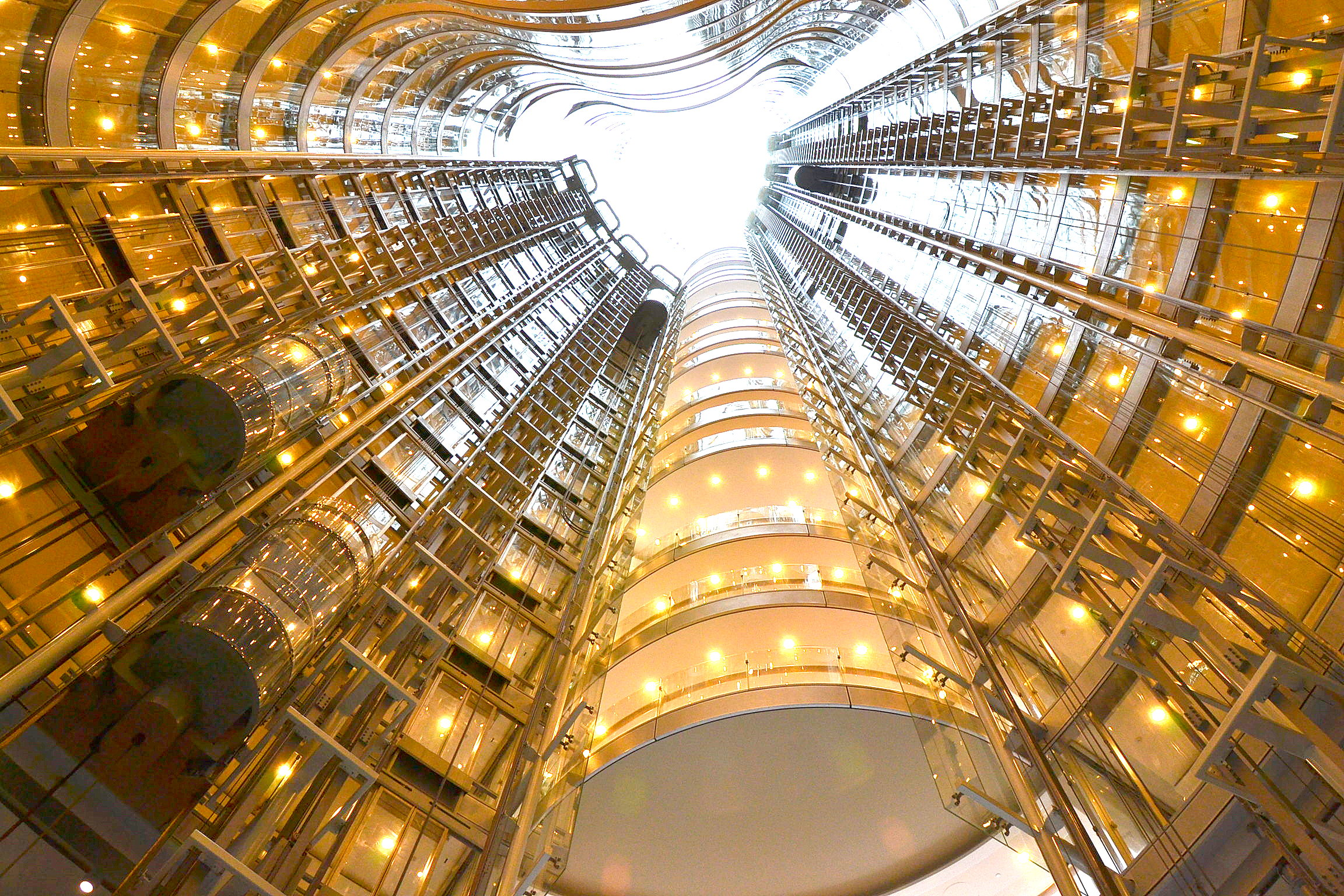
오스트레일리아 시드니의 사무용 타워인 블라이 스트리트 1번지의 아트리움
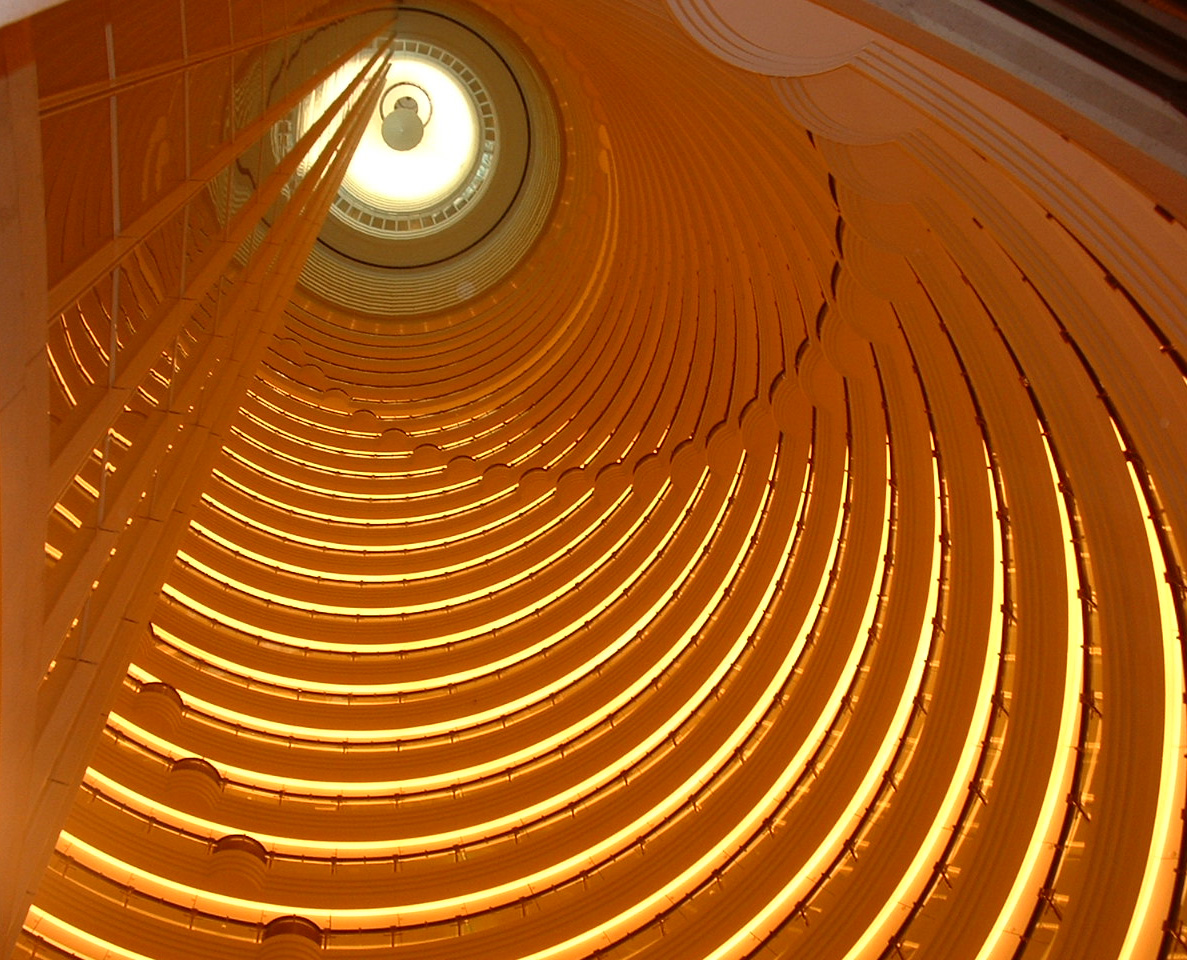
중국 상하이 진마오 타워의 상하이 그랜드 하얏트에 있는 32층 규모의 아트리움
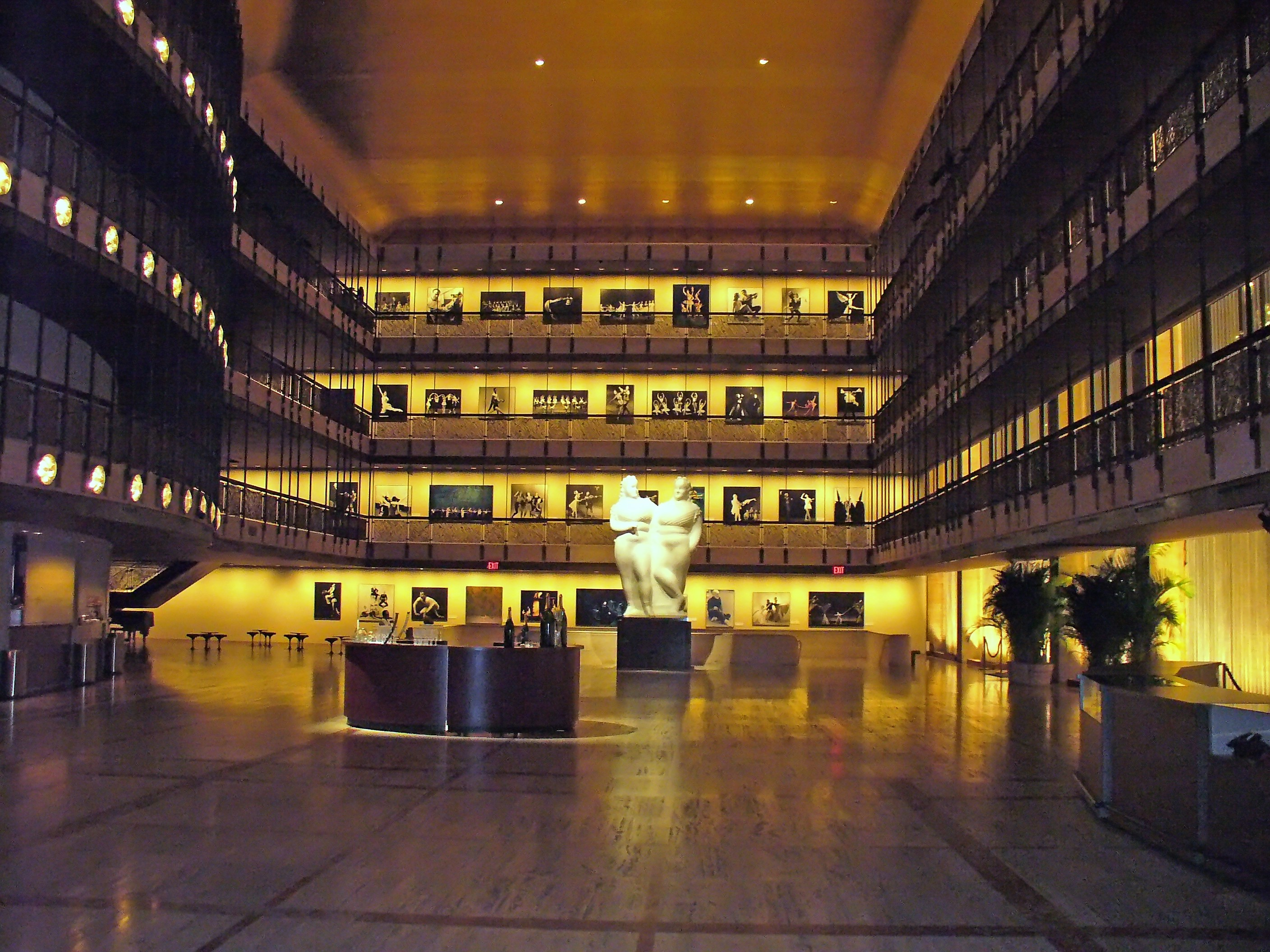
미국 뉴욕시 링컨 센터의 뉴욕주립극장에 마련된 아트리움
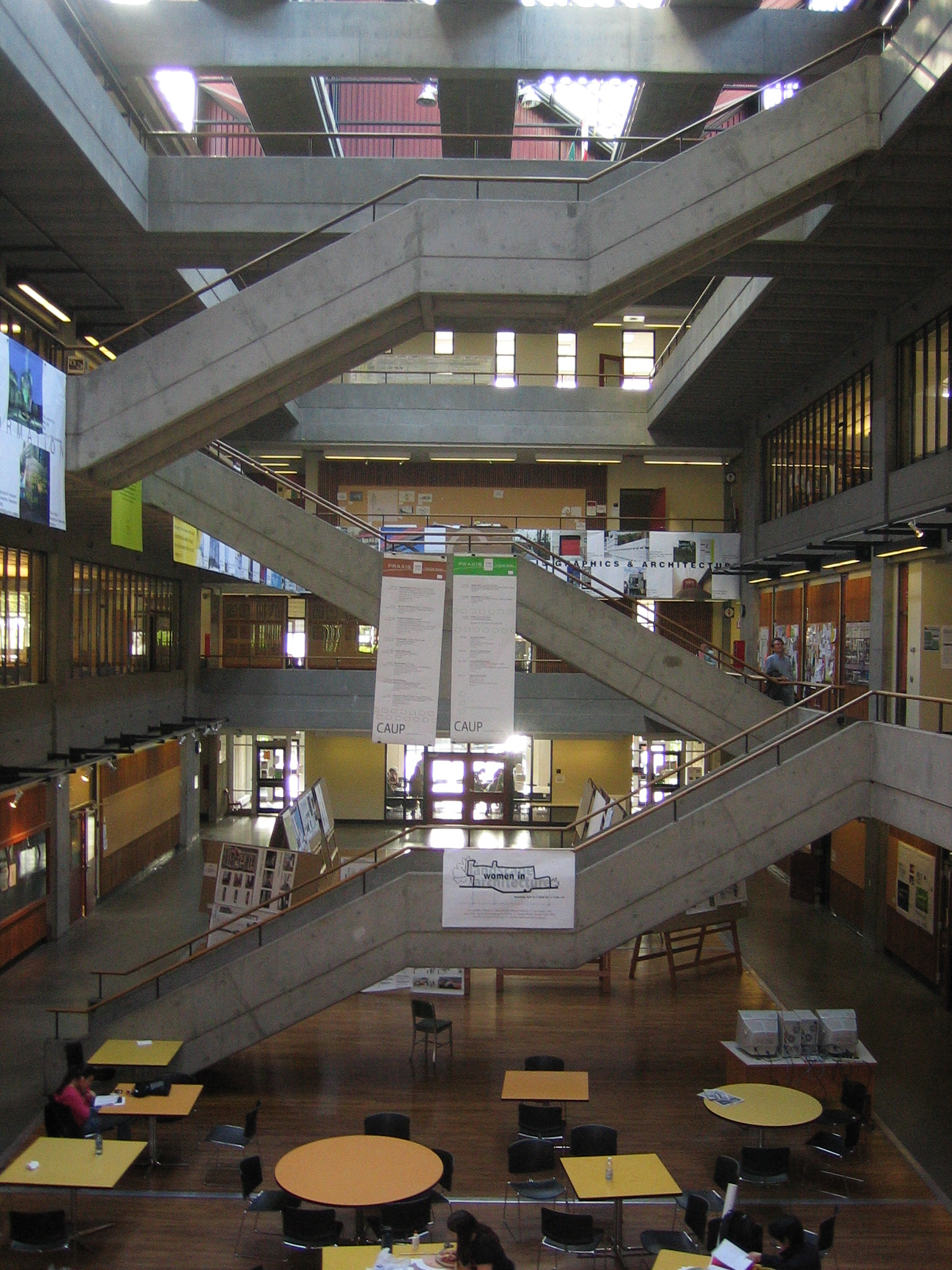
미국 워싱턴대 건축환경대학 굴드 홀에 있는 4층 규모의 아트리움
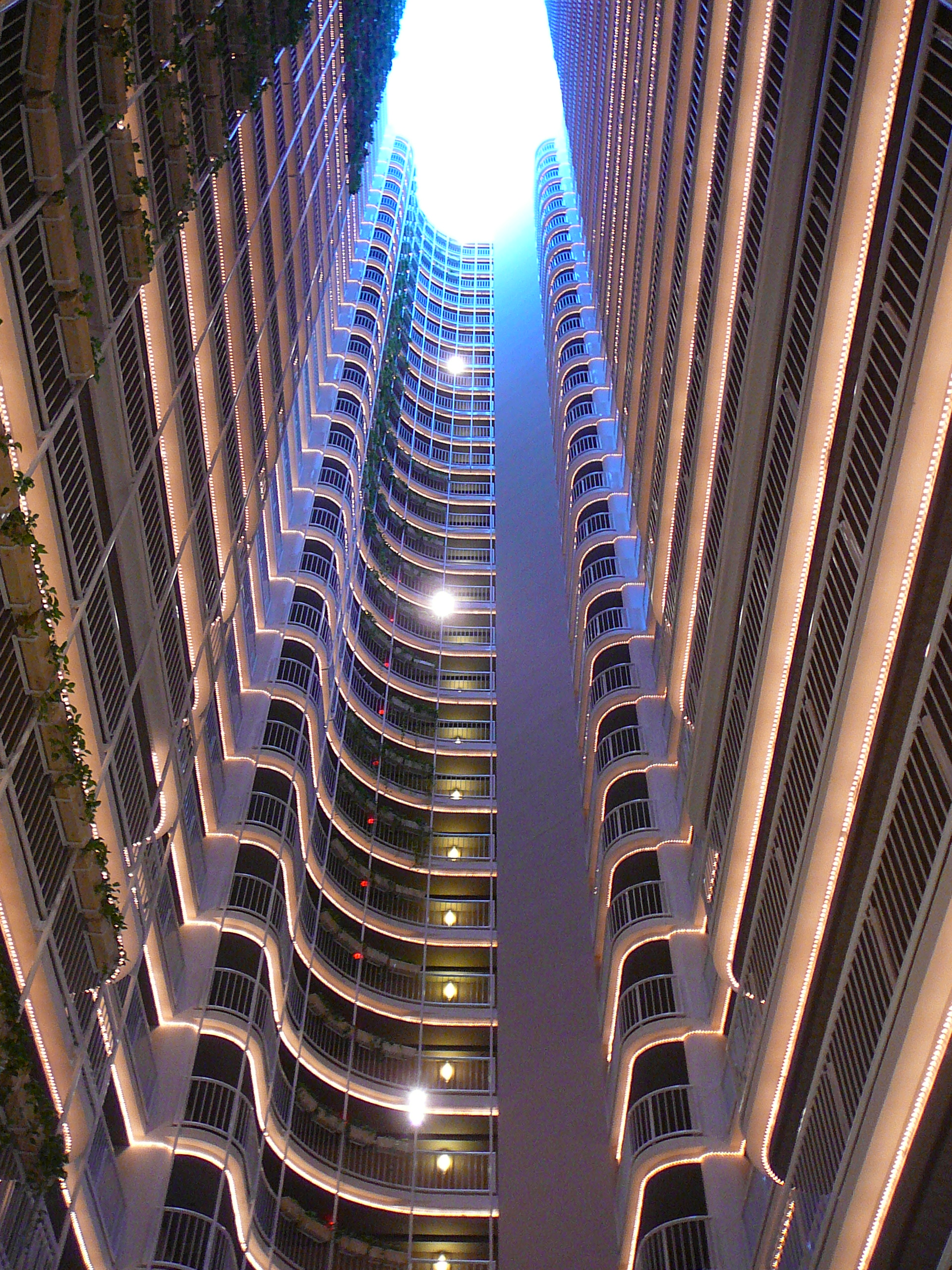
미국 마이애미의 그랜드 더블트리 호텔/콘도에 마련된 42층 규모의 아트리움
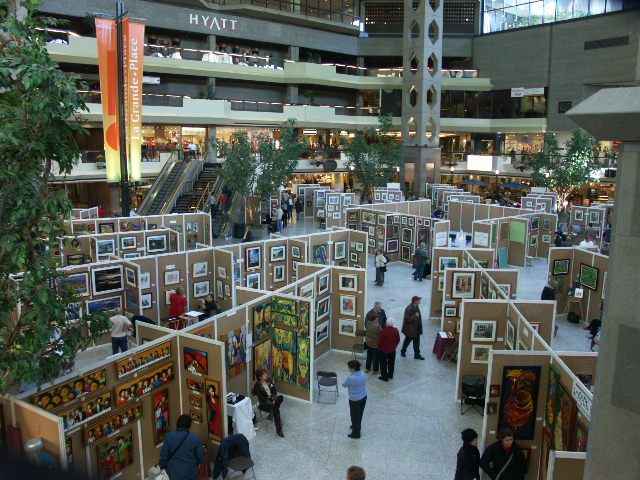
캐나다 몬트리올 콤플렉스 데자르댕의 아트리움
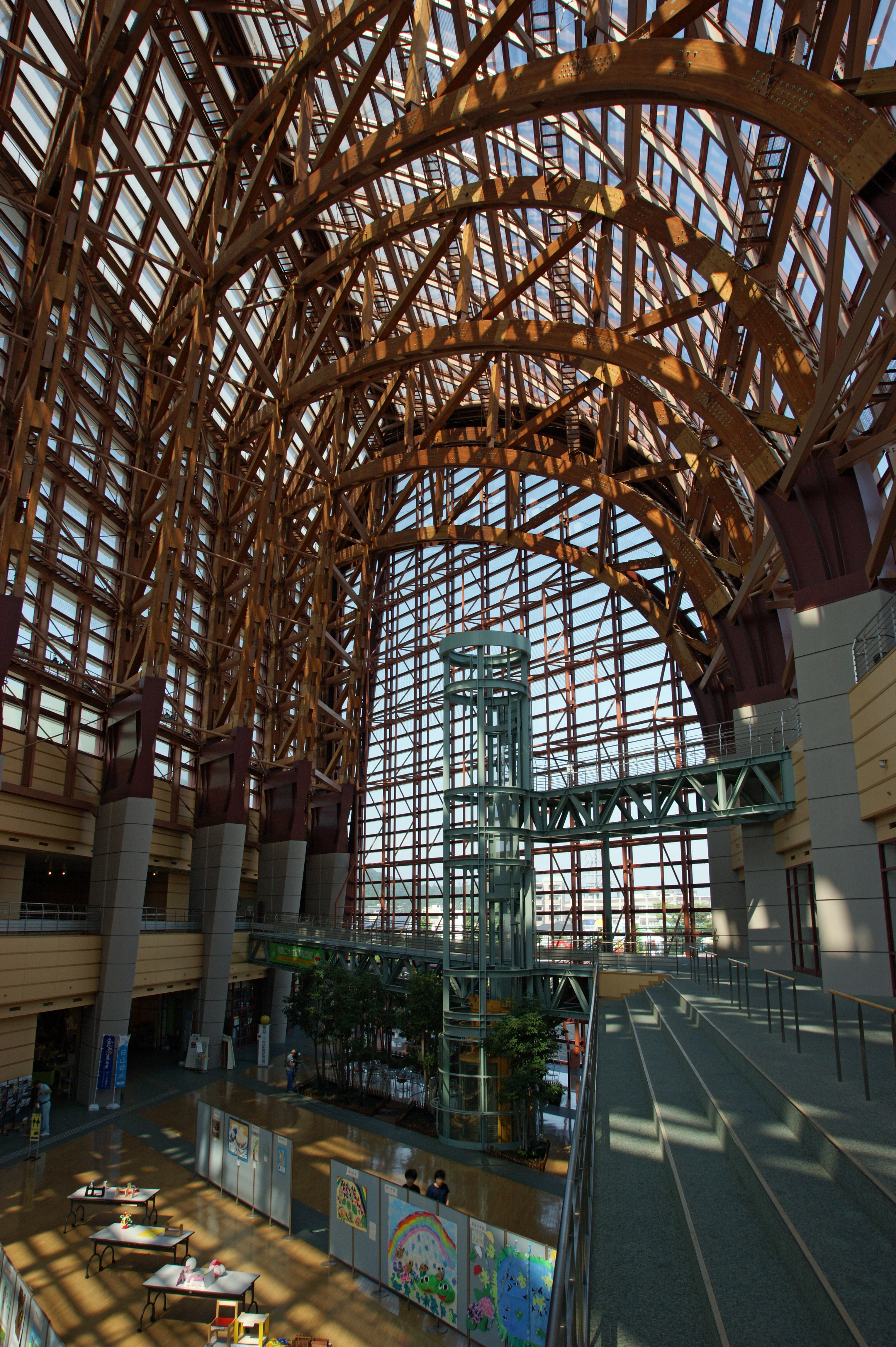
일본 구라요시 파크 스퀘어의 아트리움
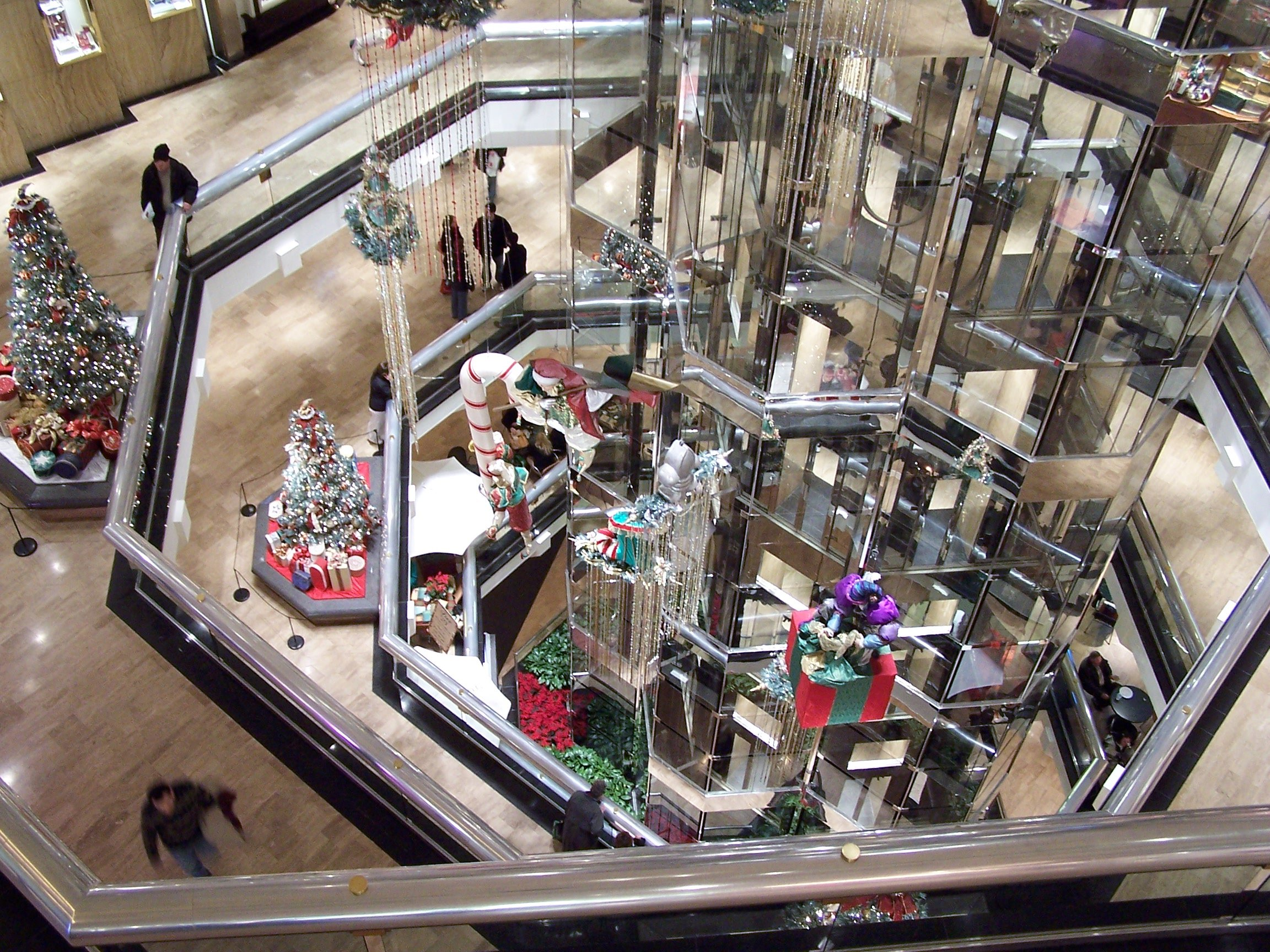
미국 시카고 워터 타워 플레이스의 아트리움 공간과 엘레베이터 기둥
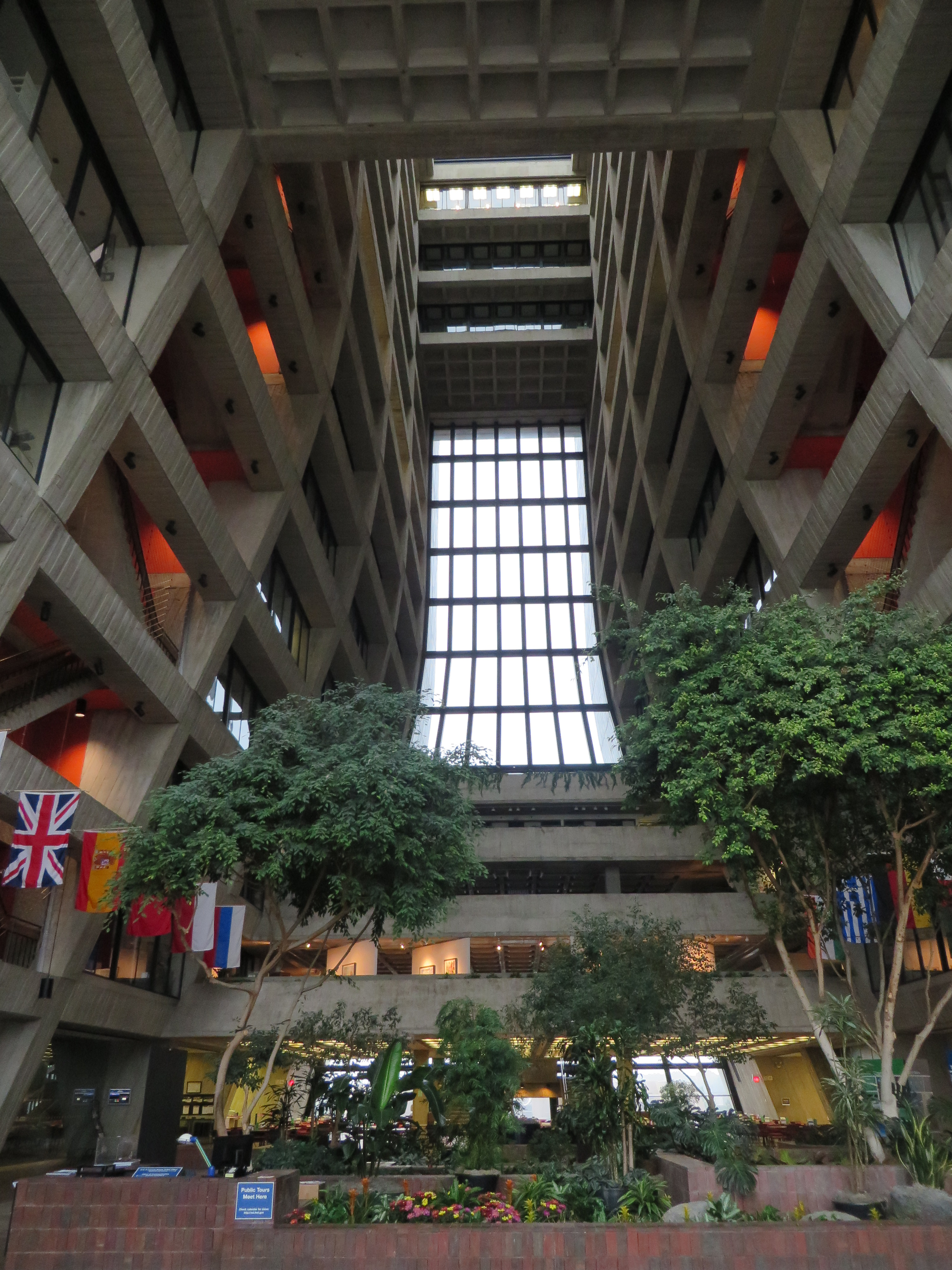
미국 일리노이주 페르미 가속기 연구소의 윌슨 홀에 마련된 아트리움 공간
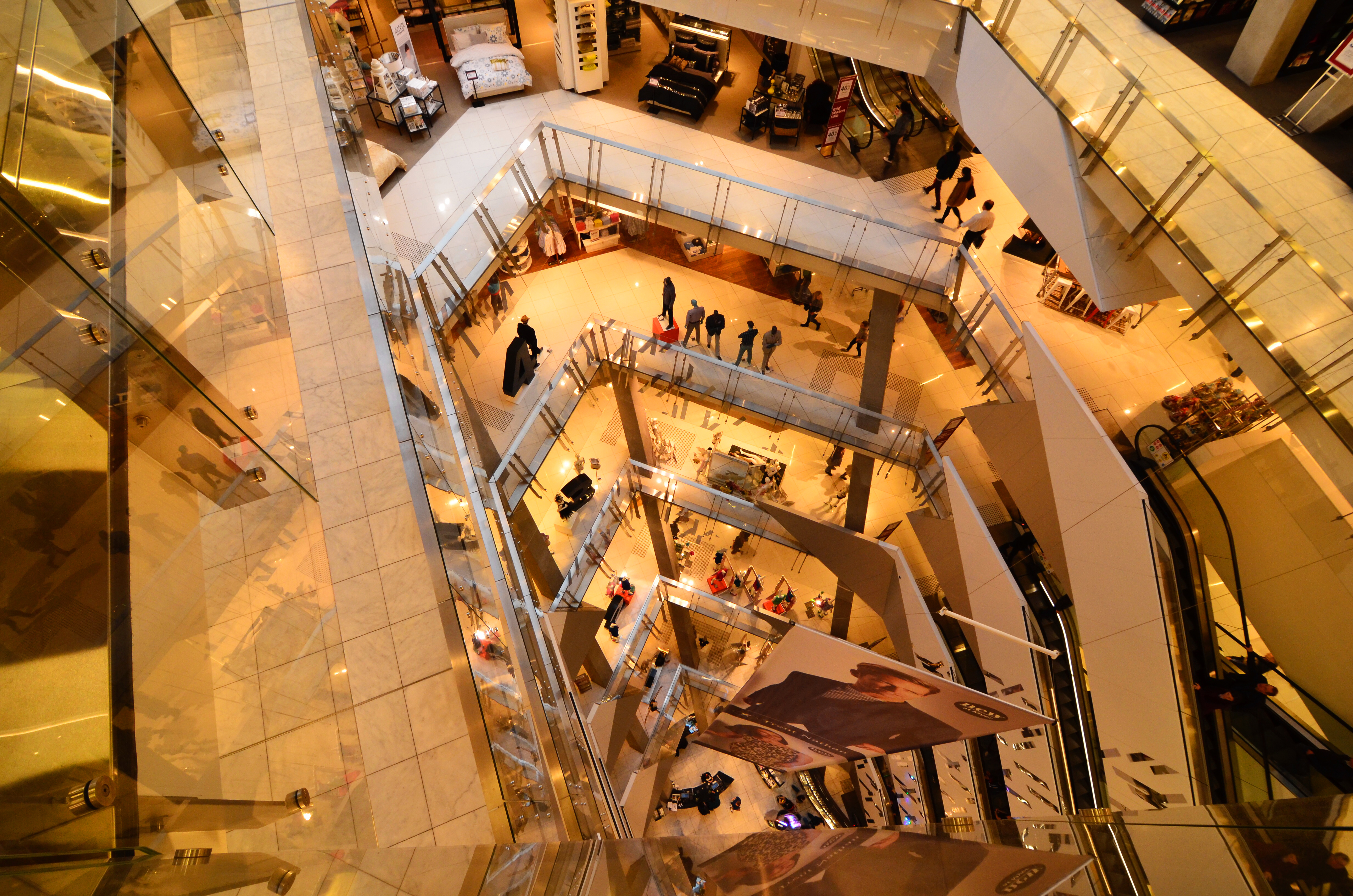
오스트레일리아 멜버른 마이어 백화점의 아트리움
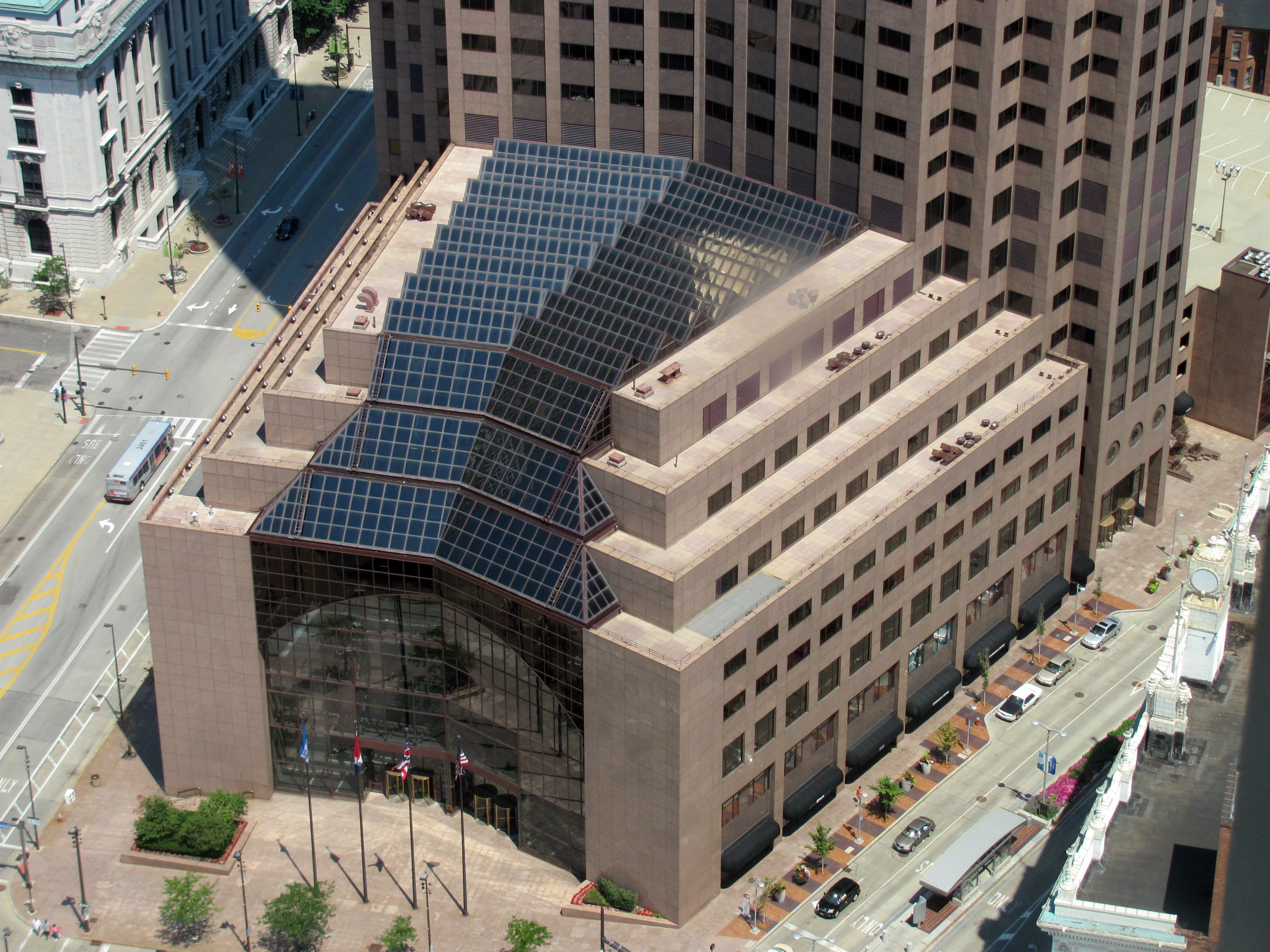
미국 오하이오주 클리블랜드에 위치한 퍼블릭 스퀘어 200번지의 아트리움 외관
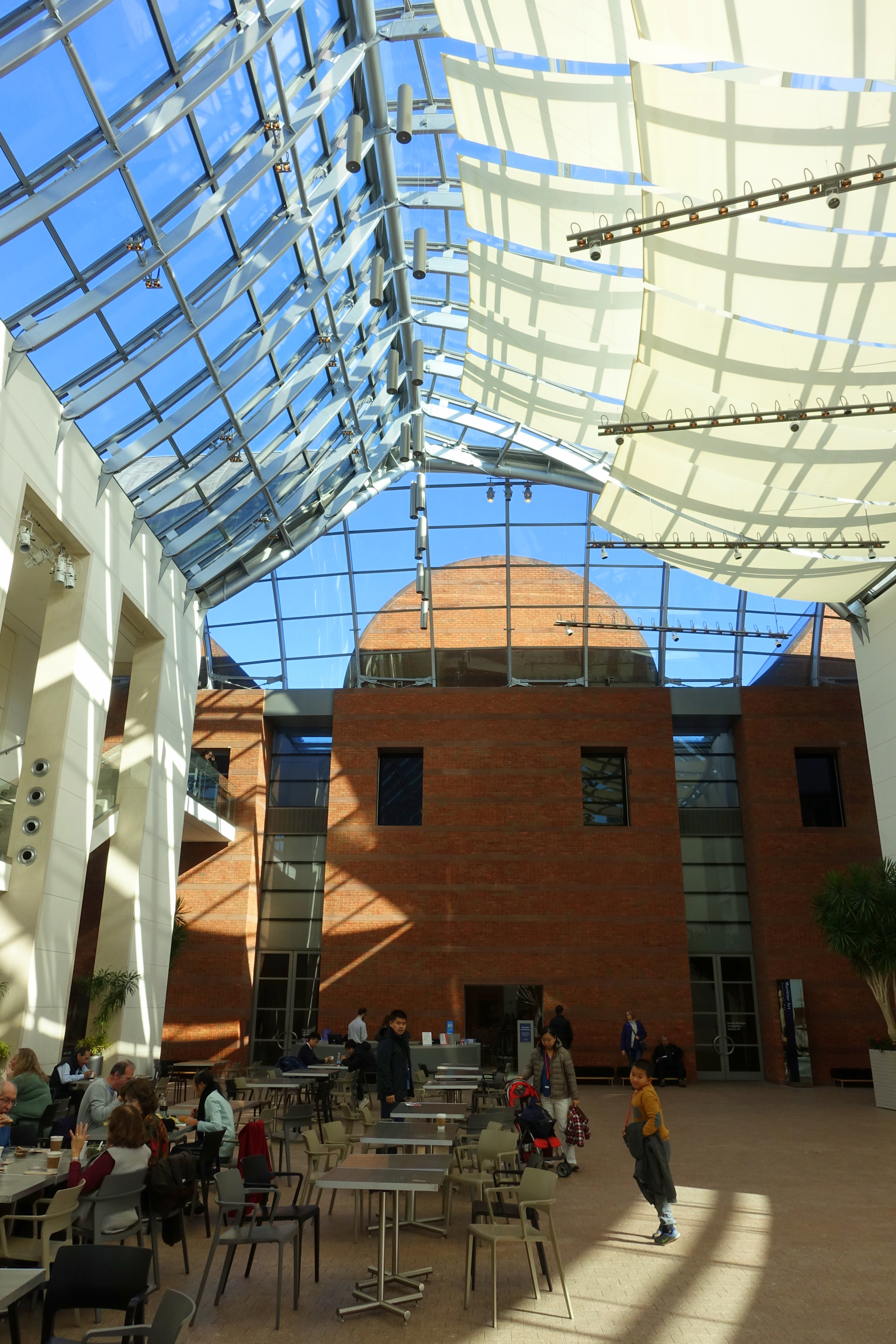
미국 매사추세츠주 세일럼 피바디 에식스 박물관의 아트리움
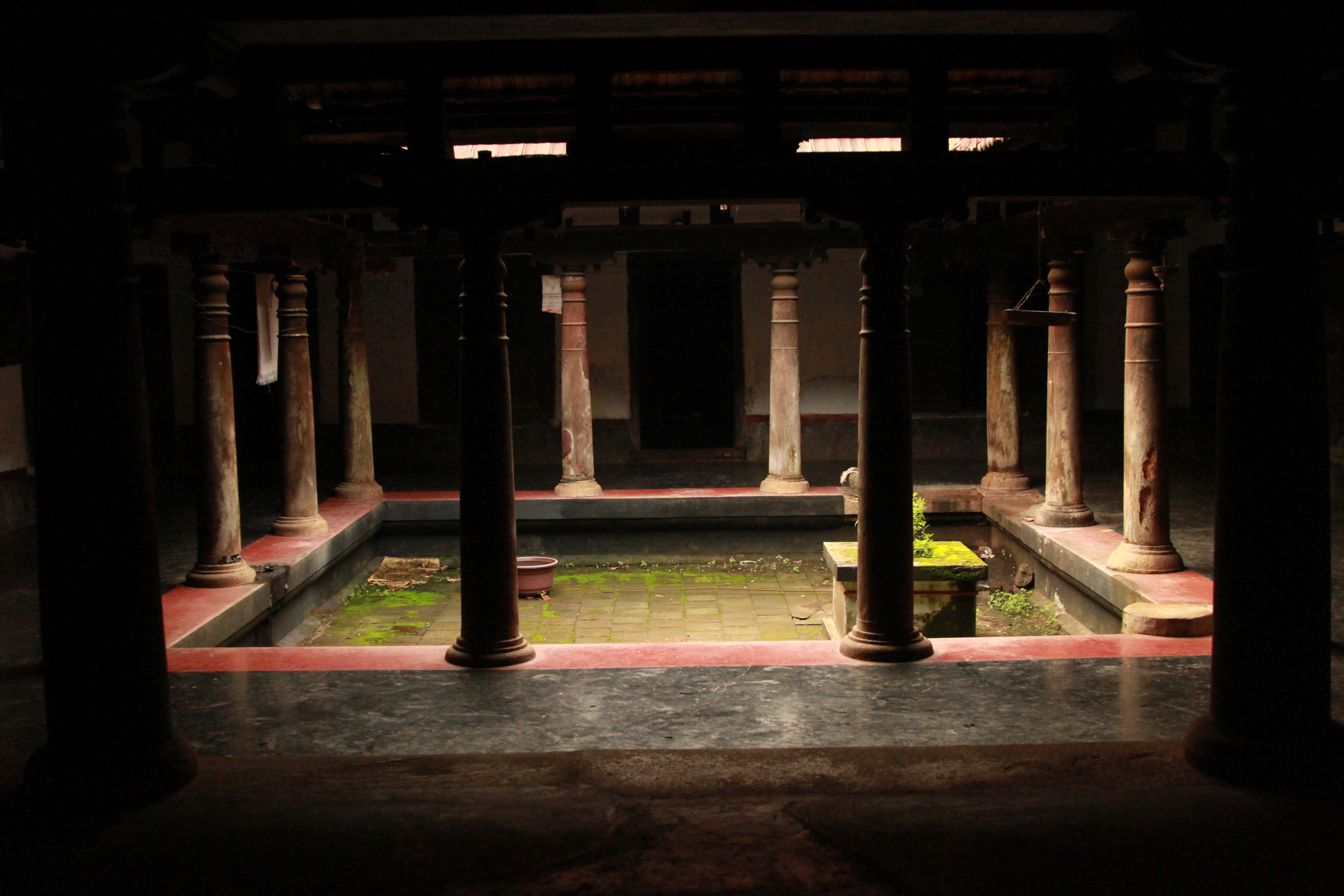
인도 케랄라주 날루케투의 아트리움 (나두무탐)

## 같이 보기
- 카바이디움
- 안마당
- 페놉티콘 (원형감옥)
- 쿼드랭글

## 추가 읽기
- 〈Atrium〉. 《브리태니커 백과사전》 III 9판. 1878. 50쪽.
- Roth, Leland M. (1993). 《Understanding Architecture: Its Elements History and Meaning》. Oxford, UK: Westview Press. 520쪽. ISBN 0-06-430158-3.